# Squalius lepidus
Squalius lepidus är en fiskart som beskrevs av Heckel, 1843. Squalius lepidus ingår i släktet Squalius och familjen karpfiskar. Inga underarter finns listade i Catalogue of Life.